# Pambolus rugulosus
Pambolus rugulosus är en stekelart som först beskrevs av Hellen 1927.  Pambolus rugulosus ingår i släktet Pambolus och familjen bracksteklar. Arten är reproducerande i Sverige. Inga underarter finns listade i Catalogue of Life.